# 9669 Симетрія
9669 Симетрія (9669 Symmetria) — астероїд головного поясу, відкритий 8 липня 1997 року.
Тіссеранів параметр щодо Юпітера — 3,161.
Названа через палідромічну форму числа 9669.